# Some Other Guy
«Some Other Guy» (с англ. — «Какой-то другой парень») — ритм-н-блюзовая песня, написанная Джерри Либером, Майком Столлером и Ричардом Барреттом. Песня была впервые выпущена в виде сингла в исполнении Барретта (с песней «Tricky Dicky» на стороне «Б») в 1962 году; в музыкальном сопровождении песни использовалось электрическое фортепиано, что было довольно нетипичным для популярной музыки того времени.

## Версия «Битлз»
Песня была частью концертного репертуара «Битлз» в 1962-63 годах. Видеозапись исполнения этой песни в клубе «Каверн», выполненная телекомпанией «Granada Television» (располагавшейся в Манчестере), является единственной известной видеозаписью выступлений «Битлз» в клубе «Каверн». Данная запись была сделана 22 августа 1962 года (к ней дополнительно монтировались звуковая дорожка и дополнительные планы, выполненные в другие дни), однако оказалась довольно низкокачественной для телетрансляции, поэтому её первый эфир был выполнен лишь 6 ноября 1963 года, когда «Битлз» уже стали популярными по всей стране. Ринго Старр, игравший на ударных во время этого выступления, был принят в группу лишь несколькими днями ранее, поэтому в конце песни можно услышать, как один из фанатов кричит «Мы хотим Пита!»
Песня трижды записывалась группой для BBC. Версия, записанная 19 июня 1963 (и вышедшая в эфир через четыре дня) года для программы «Easy Beat», вошла в компиляционный альбом Live at the BBC (1994 год).
Бывший ударник «Битлз» Пит Бест несколько позже записал свою собственную версию данной песни для своего альбома Best of The Beatles (1965 год).

## Прочие кавер-версии
Песня была довольно популярной в ливерпульской мерсибит-среде и вообще в Великобритании. Существуют следующие кавер-версии:
- Группа The Big Three выпустила песню на сингле (с песней «Let True Love Begin») в марте 1963 года[5].
- Группа Johnny Kidd & The Pirates планировала выпустить данную песню в виде сингла, однако он не был опубликован; песня вошла в альбом The Complete Johnny Kidd & The Pirates, выпущенный в 1992 году[6].
- Обе песни с оригинального сингла Берретта были перепеты группой группой The Searchers. «Tricky Dicky» вошла в альбом Meet The Searchers, выпущенный в июне 1963 года, а «Some Other Guy» была включена в альбом Sugar and Spice (ноябрь того же года)[7].
- Группа Led Zeppelin исполнила эту песню на своём концерте 4 сентября 1970 года; запись данного исполнения имеется на бутлеге Live on Blueberry Hill.